# Encyrtus tylissos
Encyrtus tylissos är en stekelart som beskrevs av Walker 1848. Encyrtus tylissos ingår i släktet Encyrtus och familjen sköldlussteklar. Inga underarter finns listade i Catalogue of Life.